# Стоктон, Майкл
Майкл Стоктон (англ. Michael Stockton; род. 7 мая 1989, Спокан, штат Вашингтон, США) — американский профессиональный баскетболист, играющий на позиции разыгрывающего защитника. Выступает за баскетбольный клуб «Элан Беарне».

## Карьера
После окончания университета Вестминстер в 2011 году Стоктон не был выбран на драфте НБА и подписал контракт с клубом второй немецкой Бундеслиги «Карлсруэ», где выступал на протяжении двух последующих сезонов.
С 2013 по 2015 годы Стоктон защищал цвета «Ризен Людвигсбурга» в Бундеслиге.
31 октября 2015 года Майкл Стоктон был выбран во 2-м раунде драфта лиги развития 2015 года «Гранд-Рапидс Драйв». Права на него были обменяны в клуб D-лиги «Кантон Чардж», за который он выступал в сезоне 2015/2016. Стоктон сыграл 53 матча, в которых его средняя статистика составила 8,5 очков, 4,8 передачи, 2,8 подбора и 1,0 перехвата за 22,5 минуты.
Летом 2016 года Майкл предпринял очередную попытку пробиться в НБА в составе «Кливленд Кавальерс» в Летней лиге.
В сентябре 2016 года Стоктон подписал 1-летний контракт с «Автодором». В составе команды в Лиге чемпионов ФИБА Стоктон провёл 13 матчей, в среднем набирая 4,4 очка и делая 3,6 передачи, 1,7 подбора и 0,7 перехвата за 17,8 минуты. В 11 играх Единой Лиги ВТБ его средняя статистика составила 6,6 очка, 3,7 передачи, 1,5 подбора и 0,8 перехвата за 17,5 минут. В январе 2017 года Майкл и саратовский клуб приняли решение о прекращении действия контракта по обоюдному согласию сторон.
В этом же месяце Стоктон стал игроком «Аполлон» (Патры).
В июле 2017 года Стоктон перешёл в «Гёттинген». В сезоне 2017/2018 Майкл набирал 14,4 очка и 5,9 передачи в среднем за игру.
В августе 2018 года Стоктон продлил контракт с «Гёттингеном». В матчах чемпионата Германии 2018/2019 Майкл набирал 16,4 очка и 7,0 передачи в среднем за игру.
В июле 2019 года Стоктон продолжил карьеру в «Шоле». В составе французского клуба статистика Майкла составила 12,2 очка и 6,8 передачи.
В июне 2020 года Стоктон подписал с «Шоле» новый 2-летний контракт.
В июле 2021 года Стоктон стал игроком «Будивельника». В составе команды Майкл стал серебряным призёром Суперкубка Украины.

## Личная жизнь
Майкл Стоктон — сын легендарного баскетболиста НБА Джона Стоктона. Младший брат Майкла, Дэвид Стоктон, также является профессиональным баскетболистом, выступавшим за «Цедевиту», «Новую Зеландию» и «Сакраменто Кингз».

## Достижения
- Серебряный призёр Суперкубка Украины: 2021